# Fougeré (Vendée)
Fougeré [fuʒʁe] ist eine französische Gemeinde mit 1.242 Einwohnern (Stand: 1. Januar 2022) im Département Vendée in der Region Pays de la Loire. Sie gehört zum Arrondissement La Roche-sur-Yon, ist Teil des Kantons Chantonnay und des Gemeindeverbandes La Roche-sur-Yon Agglomération. Die Einwohner werden Fougeréens genannt.

## Geografie
Fougeré liegt etwa zehn Kilometer östlich von La Roche-sur-Yon. Umgeben wird Fougeré von den Nachbargemeinden Saint-Martin-des-Noyers im Norden und Nordosten, Saint-Hilaire-le-Vouhis im Nordosten, Bournezeau im Osten, Thorigny im Süden sowie La Chaize-le-Vicomte im Westen.

## Bevölkerungsentwicklung
| Jahr                      | 1962 | 1968 | 1975 | 1982 | 1990 | 1999 | 2006 | 2013 |
| Einwohner                 | 781  | 693  | 645  | 720  | 833  | 841  | 902  | 1177 |
| Quelle: Cassini und INSEE |      |      |      |      |      |      |      |      |

## Sehenswürdigkeiten

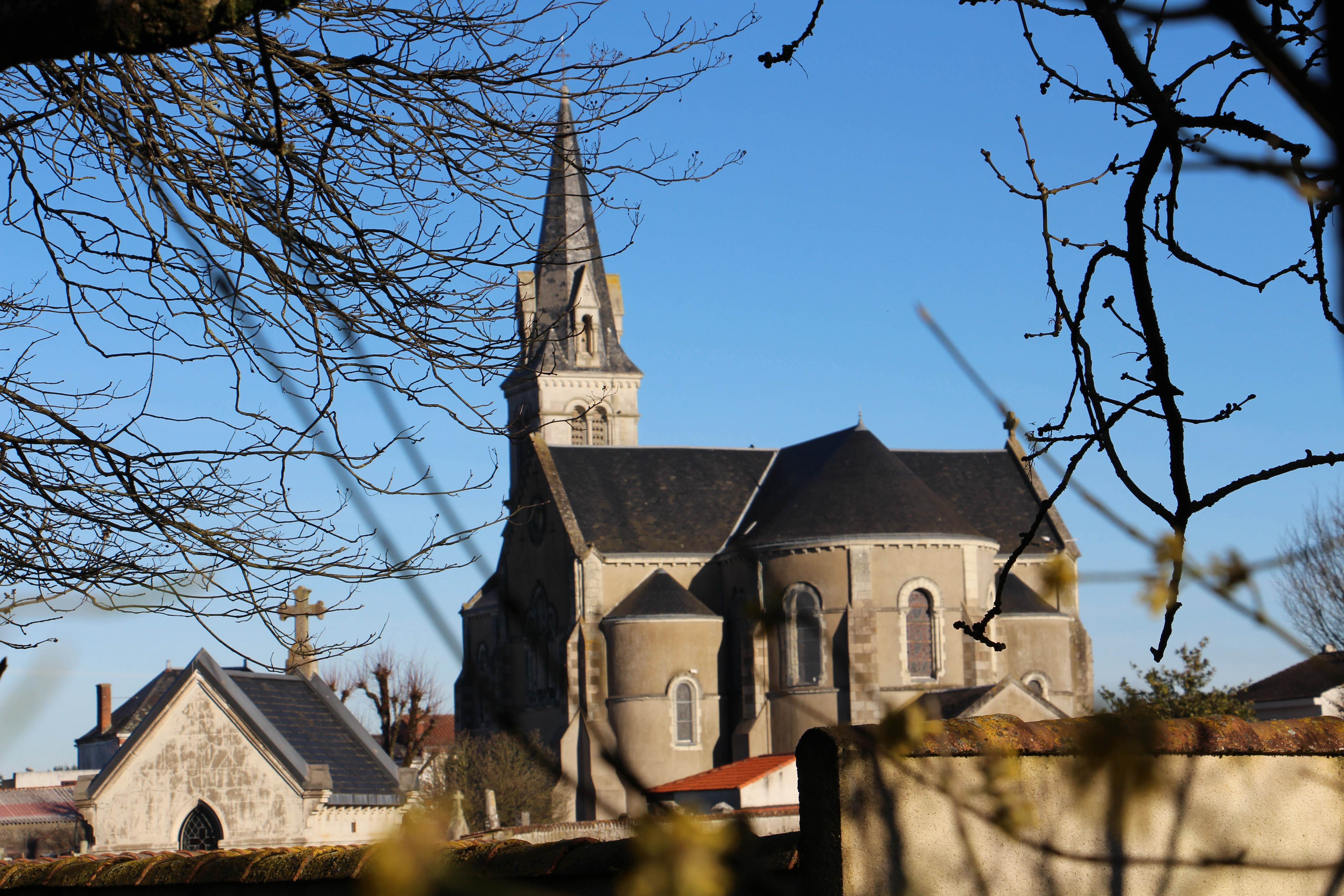
Kirche Notre-Dame

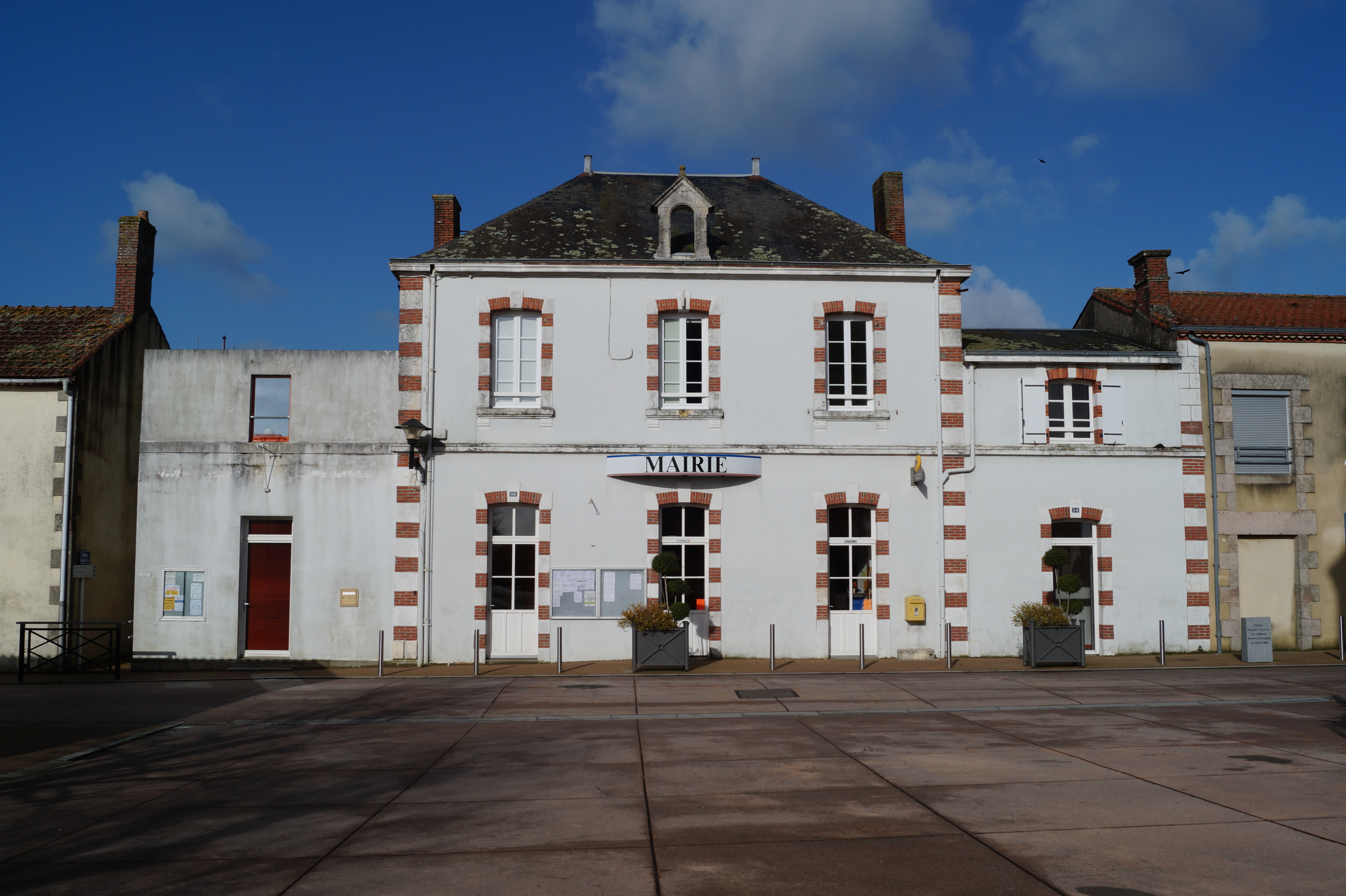
Rathaus (Mairie)

- Kirche Notre-Dame, um 1870 erbaut